# Brandon Heath
Brandon Loyvon Heath (Los Angeles, 1º marzo 1984) è un ex cestista statunitense, professionista nella D-League e in Europa.

## Palmarès
- Lega Balcanica: 1

Levski Sofia: 2013-2014
- Campionato bulgaro: 4

Academic Sofia: 2011, 2012, 2013
Levski Sofia: 2014
- Campionato cipriota: 1

Apoel Nicosia: 2010
- Coppa di Bulgaria: 4

Academic Sofia: 2011, 2012, 2013
Levski Sofia: 2014